# Buena Vista, Copanatoyac
Buena Vista är en ort i Mexiko.   Den ligger i kommunen Copanatoyac och delstaten Guerrero, i den sydöstra delen av landet, 230 km söder om huvudstaden Mexico City. Buena Vista ligger 1 674 meter över havet och antalet invånare är 234.
Terrängen runt Buena Vista är huvudsakligen kuperad, men söderut är den bergig. Runt Buena Vista är det ganska glesbefolkat, med 32 invånare per kvadratkilometer. Närmaste större samhälle är Malinaltepec, 19,8 km söder om Buena Vista. I omgivningarna runt Buena Vista växer huvudsakligen savannskog.